# 沙子坡镇
沙子坡镇，是中华人民共和国贵州省铜仁市印江土家族苗族自治县下辖的一个乡镇级行政单位。

## 行政区划
沙子坡镇下辖以下地区：
桂花村、竹元村、天星村、石槽村、马家庄村、池坝村、红木村、塘口村、十字村、青球村、六洞村、红星村、凉水村、炉塘村、韩家村、冷草村、四坳村、石坪村、邱家村和庹家村。